# Cờ Flanders
Cờ Flanders, được gọi là Vlaamse Leeuw ("Sư tử Flemish") hoặc leeuwenvlag ("cờ sư tử"), là lá cờ của Cộng đồng Vlaanderen và Vùng Flanders ở Bỉ. Lá cờ được chính thức thông qua bởi Hội đồng Văn hóa cho Cộng đồng Văn hóa Hà Lan (Cultuurraad voor de Nederlandse Cultuurgemeenschap) vào năm 1973, và sau đó, vào năm 1985, bởi Quốc hội Flanders. Năm 1990, cũng là năm huy hiệu vùng này được thông qua như một biểu tượng chính thức.
Lá cờ của Flanders được mô tả là Or, một con sư tử hung dữ.

## Biến thể
|  | Cờ chính thức của vùng Flanders |
|  | Một biến thể của lá cờ cũng được sử dụng trong Phong trào Flanders. Biến thể này, không có móng vuốt màu đỏ. Nó được gọi là strijdvlag ("cờ chiến đấu"). Nó không phải là một biểu tượng chính thức. Tuy nhiên, nó được sử dụng trong cuộc chiến hỗn loạn cùng với quân đội Đức Quốc xã và Schutzstaffel, và cũng được gọi là cờ cộng tác. Nó ngày nay được sử dụng bởi các phong trào cực đoan và phân biệt chủng tộc. |
|  | Cờ của Nord, tỉnh của Pháp. Từng được sử dụng như lá cờ của Pháp Flanders, là một phần lịch sử của Quận Flanders. |
|  | Cờ của Quận Flanders (862 — 1795) |